# Nilpotentna matrika
Nilpotentna matrika je kvadratna matrika {\displaystyle A\!\,} za katero velja:
{\displaystyle A^{n}=0\quad {\text{za}}\quad n\in \mathbb {N} \!\,}
kjer je:
- {\displaystyle 0\!\,} – ničelna matrika.

Najmanše naravno število {\displaystyle n\!\,} se imenuje stopnja nilpotentnosti.
Nilpotentna transformacija je linearna transformacija {\displaystyle L\!\,} vektorskega prostora tako, da je {\displaystyle L^{k}=0\!\,} za pozitivno celo število {\displaystyle k\!\,}.

## Zgled
Naslednja matrika ima stopnjo nilpotentnosti 2:
{\displaystyle A={\begin{pmatrix}0&1\\0&0\end{pmatrix}}\!\,,}
ker je:
{\displaystyle A^{2}=A\cdot A={\begin{pmatrix}0&0\\0&0\end{pmatrix}}\!\,.}

## Značilnosti
Matrika:
{\displaystyle N={\begin{bmatrix}0&2&1&6\\0&0&1&2\\0&0&0&3\\0&0&0&0\end{bmatrix}}\!\,}
je nilpotentna, ker je:
{\displaystyle N^{2}={\begin{bmatrix}0&0&2&7\\0&0&0&3\\0&0&0&0\\0&0&0&0\end{bmatrix}},\ N^{3}={\begin{bmatrix}0&0&0&6\\0&0&0&0\\0&0&0&0\\0&0&0&0\end{bmatrix}},\ N^{4}={\begin{bmatrix}0&0&0&0\\0&0&0&0\\0&0&0&0\\0&0&0&0\end{bmatrix}}\!\,.}
- če je matrika {\displaystyle N\!\,} nilpotentna, potem je matrika {\displaystyle I+N\!\,} obrnljiva matrika, ki se jo dobi kot:

{\displaystyle (I+N)^{-1}=I-N+N^{2}-N^{3}+\cdots \!\,,}
kjer je:
- - {\displaystyle I\!\,} – enotska matrika {\displaystyle n\times n\!\,}
  - v vsoti samo končno število vrednosti različnih od nič
- če je matrika {\displaystyle N\!\,} nilpotentna, potem velja tudi:

{\displaystyle \det(I+N)=1\!\,,}
kjer je:
- - {\displaystyle I\!\,} – enotska matrika {\displaystyle n\times n\!\,}

Velja tudi obratno: Če za matriko {\displaystyle A\!\,} velja {\displaystyle \det(I+tA)=1\!\,}, potem je matrika {\displaystyle A\!\,} nilpotentna.
- vsaka singularna matrika se lahko zapiše kot zmnožek nilpotentnih matrik. Matrika {\displaystyle A\!\,} je nilpotentna samo, če in samo če so njene lastne vrednosti enake 0.[1]